# مجموعة عبد المحسن الحكير للسياحة والتنمية
شركة مجموعة عبد المحسن الحكير للسياحة والتنمية بدأت كمؤسسة فردية سعودية تحت مسمى مجموعة عبد المحسن الحكير للتجارة والصناعة بتاريخ 1398هـ (الموافق 1978م) ، وتم تغيير اسم الشركة في عام 1424هـ (الموافق 2003م) ليصبح مجموعة عبد المحسن الحكير للتشغيل والصيانة.
وفي عام 1427هـ الموافق 2006م قامت الشركة بتغيير اسمها ليصبح مؤسسة مجموعة عبد المحسن الحكير للسياحة والتنمية ومقرها الرئيسي بالرياض . وتمّ تحويل الشركة من مؤسّسة فردية إلى شركة مساهمة مقفلة، وتحولت في عام 2014 م إلى شركة مساهمة سعودية وإدرجت في سوق المال السعودي منذ يونيو 2014.

## نشاط الشركة
يتمثل نشاطة الشركة في إقامة وإدارة وتشغيل وصيانة مدن الألعاب والمراكز الترفيهية والمنتجعات السياحية والصحية، والمطاعم والمقاهي والاستراحات والحدائق، والفنادق والشقق الفندقية المفروشة، والمراكز التجارية، والمراكز التدريبية والتعليمية. الخدمات السياحية، وتنظيم الرحلات السياحية، خدمات نقل الركاب داخل المدن وضواحيها. وكالات السفر والسياحة، الوكالات التجارية، وخدمات الاستيراد والتصدير والتسويق للغير. بالإضافة لتجارة الجملة والتجزئة في العطور، وأدوات التجميل، والمعادن النقية والمجوهرات والأحجار الكريمة، وآلات وأدوات التصوير، والساعات والنظارات والسبح والخرز، والتحف ولعب الأطفال، والمصنوعات الجلدية، ومواد الديكور والأقمشة والمنسوجات والأحذية والدراجات بأنواعها.